# Río Kosva
El río Kosva (del ruso: Ко́сьва) es un río del krai de Perm y del óblast de Sverdlovsk, en Rusia. Es tributario por la izquierda del río Kama, lo que le incorpora a la cuenca hidrográfica del río Volga, al ser el Kama tributario de este último. Atraviesa la ciudad de Gubaja.

## Geografía
El río nace en las partes occidentales del óblast de Sverdlovsk, en los montes Urales. Fluye hacia el oeste, desembocando en una bahía del embalse del Kama. El río Kosva es un río de montaña, y cuenta con varias cascadas y rápidos en su curso, como las cascadas Tulymsky. En el curso medio está la central eléctrica de Shirokovskaya.
Tiene una longitud de 283 km, una cuenca de 6.300 km², y un caudal medio a once kilómetros de su desembocadura de 90 m³/s. Salva un desnivel de 387 m, siendo su pendiente media es de 1 m/km. Permanece helado normalmente de diciembre a finales de abril o principios de mayo.
Sus principales afluentes son el río Kyria, el Bolshaya Oslianka, el Vilva (por la orilla izquierda), Tilai, el Typyl y el Niar (por la derecha).